# Suicide Silence
Suicide Silence é uma banda americana de deathcore formada em Riverside, Califórnia no ano de 2002.  A banda faz parte da chamada "Nova onda do metal americano" (New Wave Of American Metal). A banda já lançou quatro álbuns de estúdio, um EP e sete vídeos musicais. O grupo foi recebido com uma grande quantidade de elogios e críticas favoráveis em 2009, Suicide Silence foi agraciado com o prêmio "Revolver Golden God award" para "Banda Mais Inovadora."
No dia 1 de Novembro de 2012, Mitch Lucker, o vocalista do grupo, morreu em um acidente de moto em Huntington Beach na noite de Halloween. No início de outubro de 2013 foi confirmado Hernan "Eddie" Hermida como novo vocalista do grupo.

## Historia

### Formação, EP de estreia eThe Cleansing
Suicide Silence foi fundada em 2002, em Riverside na Califórnia, era no momento, um projeto paralelo de membros de outros grupos. A banda fez seu primeiro show em um local dentro de Riverside e nesse momento, o line-up consistia dos membros Chris Garza e Rick Ash como guitarristas, Mike Bodkins como baixista, Josh Goddard como baterista e dois vocalistas, Mitch Lucker e Tanner Womack. Pouco depois de sua primeira apresentação, Womack foi despedido da banda e eles lançaram seu primeiro demo no ano seguinte. Eles lançaram sua segunda demo em 2004. Até o ano de processo, os membros passaram a levar a banda mais a sério e foram não mais considerados como um projeto paralelo, e eles começaram a gravar sua terceira e última demo em 2006, após isso a banda gravou e lançou seu primeiro material com qualidade de estúdio, intitulado Suicide Silence EP, que foi lançado pela Third Degree Records e mais tarde re-lançado no Reino Unido através da etiqueta Inglês The Deep End Records. O baterista, Josh Goddard saiu da banda em 2006 e foi substituído por Alex Lopez, que foi o ex-guitarrista das bandas Blacheart Eulogy e The Funeral Pyre antes de sua união.
Dois anos depois, a banda assinou contrato com a Century Media e lançou seu primeiro álbum de estúdio o The Cleansing. O álbum foi mixado por Tue Madsen, produzido por John Travis e recursos artwork por Dave McKean. Estreou no número 94 na Billboard 200, e vendeu 7 250 cópias em sua primeira semana de lançamento. As vendas dessa semana que combinado com suas vendas posteriores feitas The Cleansing um dos mais vendidos álbuns de estreia da história na Century Media. Com o sucesso de seu álbum de estréia, Suicide Silence foi incluído para participar Mayhem Festival que teve participação em 2008. Depois, eles excursionaram pela Europa com Parkway Drive e Bury Your Dead, depois de uma bem sucedida turnê dos EUA com as mesmas bandas. Suicide Silence, em seguida, seguiu junto com uma turnê na Austrália, com Parkway Drive, A Day to Remember e The Acacia Strain, em meados de 2008, durante o tempo em que foram incluídos para se apresentar na Fest suor. Neste ponto, Suicide Silence estavam começando a ganhar uma ampla gama de fãs em todo o mundo. Ao voltar para casa, a banda fez um cover da canção "Motor No. 9" do Deftones e lançou um single "Green Monster", no iTunes tudo durante o mesmo ano.

### No Time to Bleed
Pouco antes de embarcar no Mayhem Festival no ano de 2008, o título no perfil do MySpace da banda ler "Suicide Silence (Está escrevendo um novo álbum)", que foi a primeira indicação de garantir o futuro de seu segundo álbum de estúdio. Em 26 de junho de 2008, Mitch Lucker apareceu no Headbangers Ball blogue podcast. Na entrevista, Lucker afirmou que o álbum seria gravado por trilhas ao contrário do que está sendo gravado ao vivo, tais como The Cleansing. Ele também disse que o novo álbum vai soar como o "The Cleansing away" com mais pegada. Machine foi escolhida pela banda para ser o produtor do álbum. O título foi revelado como sendo No Time to Bleed.

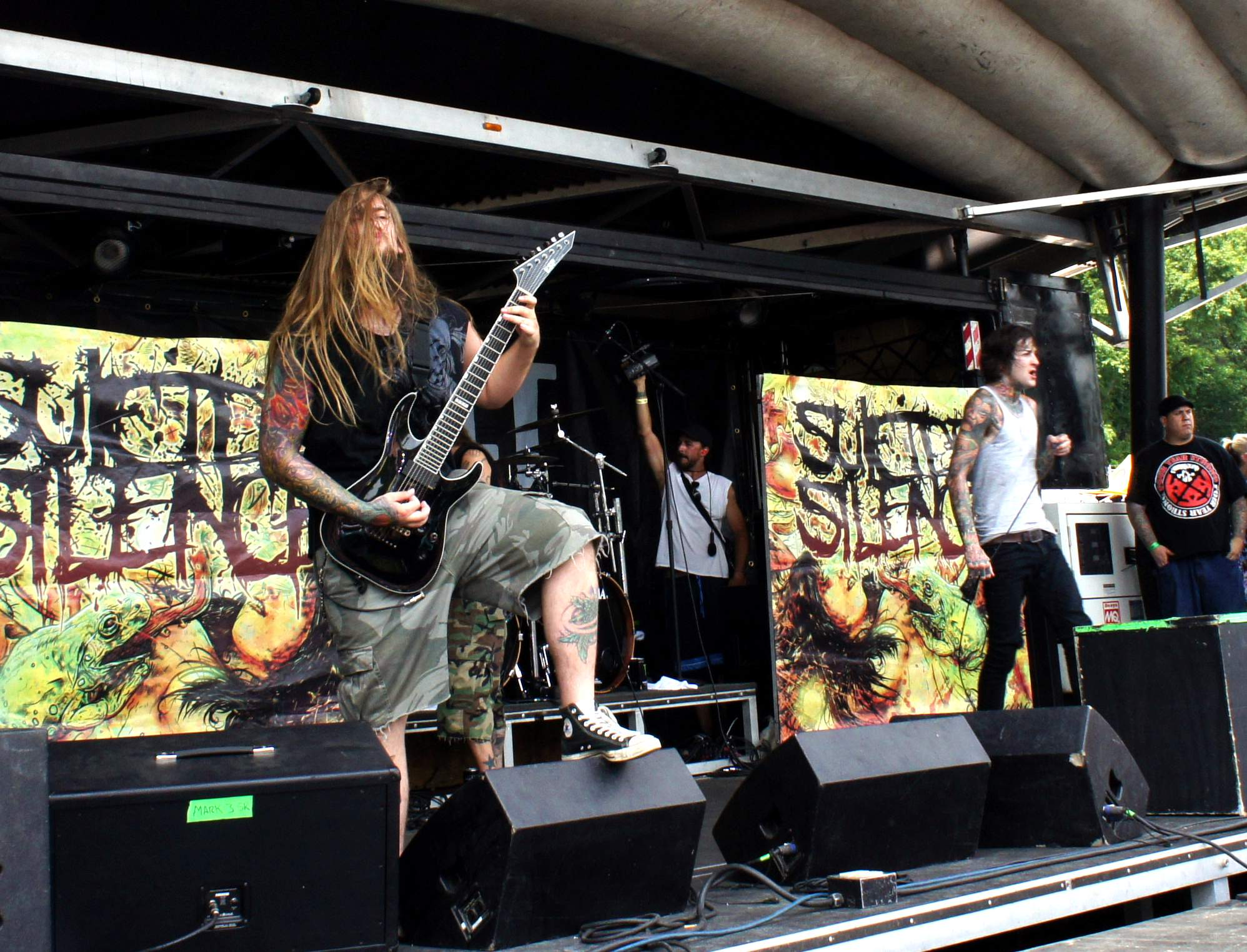
Suicide Silence no Warped Tour em 2010

Suicide Silence começou a gravar No Time to Bleed em fevereiro com a produção do aclamado produtor "Machine" e engenharia por Will Putney. Durante Cleansing the Nation tour, a banda começaram a tocar as canções No Time to Bleed, "Your Creations", "Lifted" e "Wake Up" "meses antes do lançamento do álbum. Em abril eles receberam o Revolver Golden God prêmio de "Banda Mais Inovadora" e realizada no show de prêmios. Suicide Silence foram incluídos em 2009 no "Pedal to the Metal tour", juntamente com as bandas Mudvayne, Static-X, Bury Your Dead, Dope e Black Label Society. No mesmo ano, o grupo foi agraciado com o prêmio Deus de Ouro de "Melhor Novo Talento".
Suicide Silence lançou No Time to Bleed em 30 de junho de 2009 a Century Media. O álbum alcançou a posição n.º 32 na Billboard 200, vendendo 14 mil cópias na primeira semana nos Estados Unidos. A faixa de abertura do álbum, "Wake Up" foi lançado como um download digital apenas em EP que inclui a canção original, uma performance ao vivo da mesma e um remix tratado por Shawn Crahan do Slipknot. Um vídeo da música foi produzido para a canção bem e fez sua estréia no FEARnet."Genocide" foi lançado como segundo single do álbum. Seu vídeo da música foi criado em colaboração com Sangrento Disgusting e um remix para a música foi destaque na trilha sonora de Jogos Mortais VI. Suicide Silence anunciou a produção de um videoclipe para a canção, "Disengage", do qual foi lançado como uma única no dia 20 de abril de 2010. O vídeo foi lançado em junho de 2010. A banda tocou por toda a Warped Tour 2010 sobre a Altec Lansing Stage.  Em outubro, a grupo começou a sua primeira turnê em dois anos com o apoio da mybride MyChildren, Molotov Solution, The Tony Danza Tapdance Extravaganza e Conducting from the Grave.

### The Black Crown
Em 2011, Suicide Silence começou a preparar o seu terceiro álbum de estúdio em Big Bear, Califórnia, com Steve Evetts como o produtor. Em março, o grupo se apresentou no Metalfest, na Califórnia, e uma semana depois, Nevada's Extreme Thing festivals, em ambas as apresentações, a banda confirmou que o novo álbum seria intitulado The Black Crown. títulos de trabalho para o álbum foram "Cancerous Skies", "Human Violence" e "Fuck Everything". Quando perguntado pela Kerrang!, Lucker revelou que temas líricos do álbum seria característica mais dos assuntos pessoais No Time to Bleed tiveram in-conceito, em vez de o tema anti-religioso que a The Cleansing. Lucker explicou: "Eu ainda tenho as mesmas crenças e os mesmos pontos de vista, mas eu agora sou mais aberto a tudo. Neste ponto da minha vida, eu não vejo o bom em fazer as pessoas odiá-lo por algo que você diz. Este álbum The Black Crown é para todos ". A canção "Human Violence" estreou na emissora de rádio Liquid Metal em 13 de maio de 2011. The Black Crown foi lançado em 12 de julho de 2011 e vendeu mais de 14 400 cópias nos Estados Unidos sozinho durante a sua primeira semana de lançamento, que se tivesse estreando no número de posição 28 na Billboard 200.
O grupo foi incluído no line-up para o quarto  Mayhem Festival, mais uma vez tocando no Palco Extreme com outras bandas de metal, incluindo Machine Head, Trivium e All Shall Perish durante julho e agosto de 2011.

### Morte de Mitch Lucker

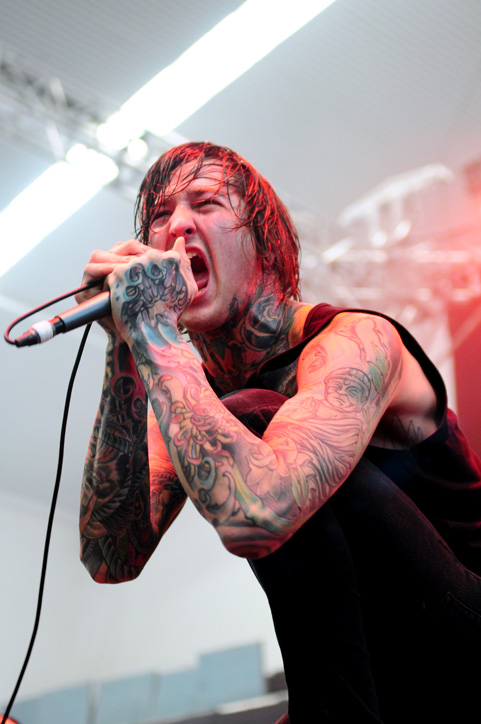
Vocalista original da banda, Mitch Lucker no Arena Joondalup em 12 de dezembro de 2010, morreu no final de 2012

Na noite de 31 de outubro de 2012, Mitch Lucker pilotava sua moto recém-adquirida Harley-Davidson Sportster versão Forty-Eight modelo 2013 preta, ao sentido sul da Main Street na praia de Huntington Beach, no condado Orange. De acordo com a polícia local, às 20h55, Mitch teria perdido o controle de sua moto onde bateu contra um poste de luz. Com força do impacto, o corpo de Mitch foi arremessado para calçada e sua moto continuou deslizando ao sul até atingir uma caminhonete Nissan Titan modelo 2007 que vinha em sentido contrário, seus ocupantes não se feriram. Mitch foi levado às pressas ao centro médico de Irvine, da Universidade da Califórnia, às 21h00, onde acabou falecendo no dia seguinte, por volta das 6h17, devido aos graves ferimentos.
Os membros da banda deixaram um comunicado a após sua morte pela rede social Facebook:
| “ | "Não há maneira fácil de dizer isto. Mitch faleceu no início desta manhã devido aos ferimentos sofridos durante um acidente de moto. Isto é completamente devastador para todos nós e nós oferecemos nossas mais profundas condolências à sua família. Ele estará para sempre em nossos corações." | ” |

Em 21 de dezembro de 2012, foi realizado um show memorial para beneficiar os custos futuro da educação de Kenadee Lucker foi realizada no Teatro Fox, em Pomona, Califórnia. O show foi intitulado "Ending is the Beginning: The Mitch Lucker Memorial Show" com referência tanto das canção do início da banda (Veja Suicide Silence EP), bem como reconhecer o período de transição da banda após a morte de Mitch. O show contou com os membros do Suicide Silence executando canções de cada uma dos lançamentos com os vocalistas convidados diferente para cada canção. Além do show memorial, a banda começou o Fundo para a Educação de Kenadee Lucker e continuando a promover doações para a filha de Mitch.
Na edição de março de 2013 da Revolver foi realizado uma entrevista exclusiva com a viúva de Mitch, Jolie Lucker, na qual falou um pouco sobre a morte de seu marido e sobre velório privado com amigos e familiares do cantor.

### Novo vocalista

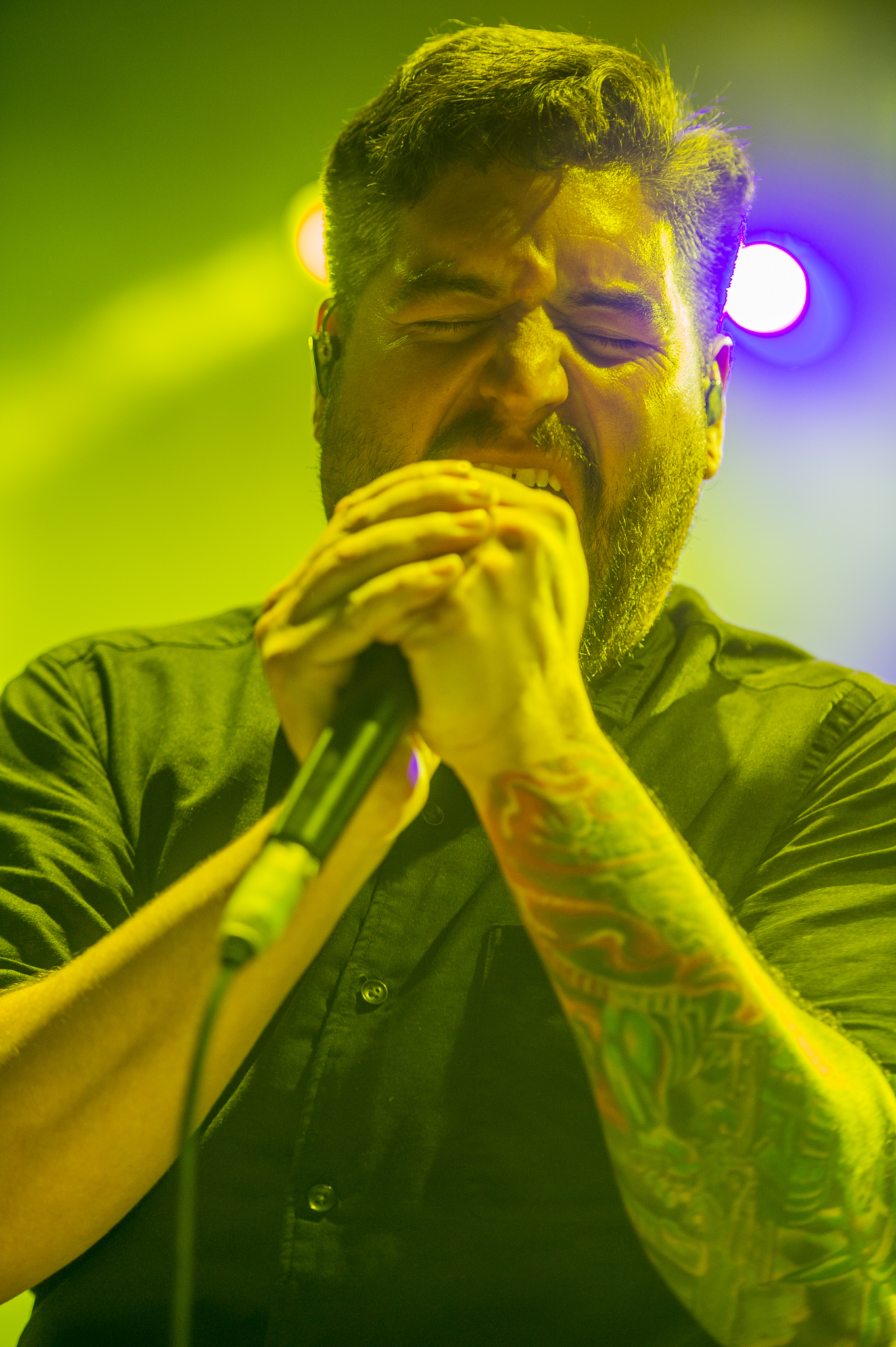
Hernan "Eddie" Hermida se tornou o novo vocalista da banda no final de 2013.

No dia 02 de outubro de 2013, foi confirmado que o Suicide Silence vai continuar com um novo vocalista, Hernan "Eddie" Hermida do All Shall Perish. A banda lançou um clipe de sua música "You Only Live Once" com Hermida nos vocais.
A banda deixou um comunicado na rede social Facebook:
| “ | Suicide Silence tem o prazer de anunciar a adição de "Eddie Hermida" para a família. Muitos de vocês podem estar familiarizados com "Eddie" através de seu trabalho com o All Shall Perish. Para aqueles que não conhecem , a nossa relação com Eddie foi no tempo a atrás na propagação de Disease Tour, nossa primeira corrida liderando no EUA , em 2006. Mitch & Eddie permaneceu amigos de longa data e sentimos que se a banda continuasse deve ser com alguém Mitch conhecia pessoalmente e respeitado como um amigo e um artista. Nós escolhemos "Eddie" como o nosso novo vocalista em associação com esta relação de longa data e inúmeros outros atributos de sua qualidade de caráter para suas habilidades vocais dinâmicos que fazem dele o melhor ajuste absoluto para essa banda. Esperamos que todos vão abraçar esta decisão com o entendimento de braços abertos que é isso que Mitch queria. Ele gostaria que seus irmãos para ficar juntos e levar adiante o que ele ajudou a criar. Toda vez que passo no palco será em sua homenagem e para o seu legado. Suicide Silence vai continuar. | ” |

### (2013-2014) You Can't Stop Me
Em 23 de outubro de 2013 a banda anunciou no Facebook que eles estavam escrevendo novo material, "É bom estar trabalhando em novas músicas. Mais atualizações em breve." Posteriormente, em 30 de outubro, a banda anunciou que iria começar a gravar seu próximo álbum na semana seguinte. Este será o primeiro álbum do Suicide Silence sem fundador vocalista Mitch Lucker. Em 5 de novembro, eles anunciaram que o novo álbum seria lançado em algum momento em 2014. Em 16 de dezembro de 2013, a banda lançou um trailer de Ending is the Beginning: The Mitch Lucker Memorial Show, que foi lançado em CD/DVD/Blu-ray em 18 de fevereiro de 2014. O evento histórico conta com participações especiais de grande nomes do metal como Randy Blythe, Max Cavalera, Chad Gray, Tim Lambesis, Phil Bozeman, Jonny Davy, Austin Carlile, Robert Flynn, Johnny Plague, Danny Worsnop e outros. Em uma entrevista com Soundwave TV em 22 de fevereiro de 2014, o vocalista Eddie Hermida afirmou que o novo álbum vai conter composições finais de Mitch Lucker.
Em 23 de abril de 2014 a banda anunciou o título de seu quarto álbum You Can't Stop Me, o que é retirado do título de uma música que Mitch Lucker tinha escrito antes de sua morte. O álbum está previsto para ser lançado em 14 de julho no Reino Unido e 15 de julho, nos Estados Unidos. Em 2 de maio, Suicide Silence anunciou que a música "Cease to Exist" seria o primeiro single de seu novo álbum. A canção foi lançada no iTunes, no dia 6 de maio de 2014 e apresentada, ao vivo, pela primeira vez, no Rock Am Ring em 6 junho de 2014.

### (2015 a 2018) - Sacred Words e Suicide Silence
Em 6 de outubro de 2015, o Suicide Silence anunciou, através de sua página no Facebook, que iriam lançar um novo EP em 23 de outubro de 2015, intitulado Sacred Words , apresentando a faixa homônima de You Can't Stop Me . Ele apresentava "Sacred Words", bem como várias faixas inéditas, incluindo 3 faixas ao vivo retiradas de uma apresentação ao vivo no festival húngaro RockPart 2015.  A banda também afirmou que começou a trabalhar em um novo álbum em 2016. 
Em 27 de dezembro de 2016, a banda anunciou que seu álbum autointitulado, Suicide Silence , seria lançado em 24 de fevereiro de 2017, pela Nuclear Blast. O primeiro single "Doris", que foi tocado ao vivo no Knotfest em 2016, foi lançado em 6 de janeiro de 2017, com duras críticas dos fãs devido à mudança estilística drástica percebida.  O álbum se tornou um afastamento notável de seu som deathcore estabelecido, em vez disso, buscou um som semelhante ao nu metal , fortemente influenciado por atos dos anos 1990, como Korn e Deftones. O álbum recebeu críticas mistas dos críticos. Cerca de 4.650 cópias foram vendidas em sua primeira semana de vendas, o que foi 69% menor em comparação às 15.000 vendas da primeira semana de seu álbum anterior, You Can't Stop Me . 
No dia 26 de fevereiro de 2017, o Suicide Silence lançou o novo álbum auto intitulado, contendo nove faixas e dois singles, foram disponibilizados junto com os seus clipes oficiais: "Doris" e "Silence". O novo álbum não agradou uma boa parte dos fãs, pelo fato do álbum ser composto, em maioria, de vocais limpos e por sua sonoridade, mais semelhante ao nu metal.

### (2019-presente) - Become The Hunter e Remember... You Must Die
Em 21 de outubro de 2019, a banda anunciou que seu sexto álbum de estúdio se chamará Become the Hunter, com data de lançamento prevista para o início de 2020. A arte do álbum e a lista de faixas foram lançadas por meio de sua gravadora Nuclear Blast ,  e em 11 de novembro, a banda lançou a faixa de abertura instrumental "Meltdown".  Ao todo, o álbum gerou outros três singles: "Love Me to Death", "Feel Alive" e "Two Steps". O baterista Alex Lopez estava ausente de sua gravação, devido à reabilitação, então a bateria do disco foi gravada por Ernie Iniguez, como uma contribuição. 
No início de 2022, a banda anunciou seu retorno à Century Media Records , onde lançaram seus três primeiros álbuns.  Em 29 de abril, Lopez deixou a banda. Ernie Iniguez, que tocou bateria em Become the Hunter, foi anunciado como seu substituto ao vivo para quaisquer turnês futuras.  Em junho de 2022, a banda anunciou o título de seu sétimo álbum de estúdio, Remember... You Must Die , junto com um pequeno clipe de áudio. O álbum está previsto para ser lançado no início de 2023. 
Em 31 de agosto, o Suicide Silence lançou o primeiro single e a faixa-título "You Must Die" junto com um videoclipe.  Em 31 de outubro, a banda estreou o segundo single "Capable of Violence" junto com um videoclipe de acompanhamento.  Em 9 de dezembro, a banda publicou o terceiro single, intitulado "Alter of Self", e revelou que o novo álbum seria lançado em 10 de março de 2023.  Em 8 de fevereiro de 2023, um mês antes do lançamento do álbum, a banda revelou o quarto single "Dying Life" e seu videoclipe correspondente.

## Estilos e influências
Suicide Silence é uma banda de deathcore, que é uma fusão entre o death metal e metalcore. Eles são influenciados por black metal, grindcore, mathcore, groove metal e nu metal. Os elementos mathcore podem ser vistos nas mudanças de velocidade variadas e marcas de tempo no complexo da música da banda. Os vocais de Mitch Lucker eram freqüentemente oscilando entre death growls e vocais gritados e agudos utilizados no black metal. A bateria é muito acelerado, influencia do grindcore, e emprega um uso liberal do bumbo e de metranca.
Os próprios membros da banda afirmaram que são influenciados por grupos como Meshuggah, Sepultura, Cannibal Corpse, Suffocation, Morbid Angel, Necrophagist, Napalm Death, Nile, Alice In Chains, Slipknot, Deftones, Korn, Death e Possessed.
Durante uma entrevista, o guitarrista Mark Heylmun declarou suas maiores influências são Dimebag Darrell e George Lynch.

## Membros
| Atuais - Hernan "Eddie" Hermida – vocal (All Shall Perish) (2013-presente) - Christopher Garza – guitarra (2002–presente) - Mark Heylmun – guitarra (2006–presente) - Ernie Iniguez – bateria (2022–presente) - Daniel Kenny – baixo (2008–presente) | Ex-Membros - Mitch Lucker – vocal (2002–2012) († falecido) - Mike Bodkins – baixo, vocal de apoio (2002–2008) - Rick Ash – guitarra (2002–2006) - Josh Goddard – bateria (2002–2006) - Tanner Womack – vocal de apoio (2002) - Alex Lopez – bateria (2006–2022) |

## Discografia
Álbuns de Estúdio
| Ano  | Título            | Gravadora     | Posições      | Posições   | Posições        | Posições        |
| Ano  | Título            | Gravadora     | Billboard 200 | Rock Chart | Hard Rock Chart |                 |
| ---- | ----------------- | ------------- | ------------- | ---------- | --------------- | --------------- |
| 2007 | The Cleansing     | Century Media | 94            | —          | —               |                 |
| 2009 | No Time to Bleed  | Century Media | 32            | 12         | 6               |                 |
| 2011 | The Black Crown   | Century Media | 28            | 7          | 3               |                 |
| 2014 | You Can't Stop Me | Nuclear Blast | 16            | 4          | 2               | Suicide Silence |
| 2017 | Suicide silence   | Nuclear Blast | 163           | 30         | 7               |                 |
| 2020 | Become the Hunter | Nuclear Blast | —             | —          | —               |                 |

EP
- Suicide Silence EP (2005, Third Degree)

Sacred Words (2015)
Video álbuns
- Ending is the Beginning: The Mitch Lucker Memorial Show (2014)

Demos
- Demo (2003)
- Demo (2004)
- Demo (2006)

Compilação
- Suicide Silence/Downtown Massacre (2006, Split)

## Videografia
| Ano  | Título                 | Diretor            |
| ---- | ---------------------- | ------------------ |
| 2007 | "No Pity for a Coward" | N/A                |
| 2008 | "The Price of Beauty"  | Matt Bass          |
| 2008 | "Bludgeoned to Death"  | David Brodsky      |
| 2009 | "Unanswered"           | Jerry Clubb        |
| 2009 | "Wake Up"              | David Brodsky      |
| 2009 | "Genocide"             | Jerry Clubb        |
| 2010 | "Disengage"            | Thomas Mignone     |
| 2011 | "You Only Live Once"   | Nathan "Karma" Cox |
| 2012 | "Slaves to Substance"  | Nathan "Karma" Cox |
| 2012 | "Fuck Everything"      | Jeremy Schott      |
| 2014 | "You Cant Stop Me"     | Nathan "Karma" Cox |